# Lajos mohéli királyi herceg
Lajos (Cléry, Côte-d’Or, 1907. szeptember 1. – Dole, 1983. április 8.) vagy teljesebb néven: Lajos (Kamill) Viktor Pál, franciául: Louis (Camille) Victor Paul Paule, prince de Mohéli, polgári nevén: Louis Paule, Mohéli (comorei nyelven Mwali) királyi hercege és trónörököse. A madagaszkári eredetű Imerina-dinasztia tagja. I. Ranavalona és III. Ranavalona madagaszkári királynők rokona.

## Származása

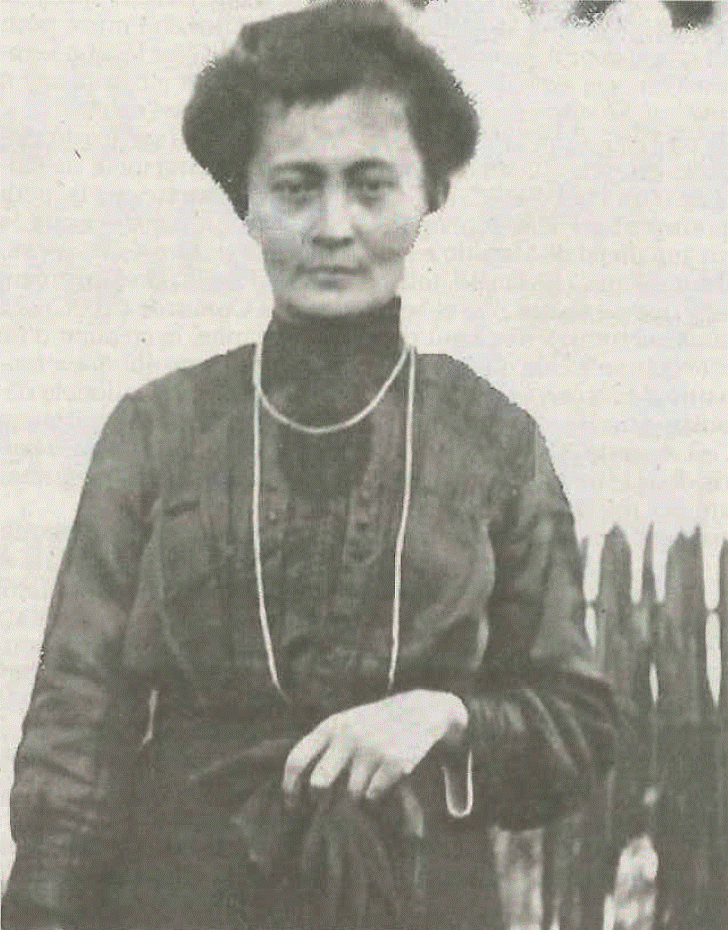
Anyja, Ursula Szalima Masamba királynő 1920-ban

Camille Paule francia csendőr Réunionban és Szalima Masamba mohéli királynő második gyereke, de elsőszülött fia. 
Anyai nagyanyja Dzsombe Szudi mohéli királynő (szultána), akinek a révén a madagaszkári királyi házból, az Imerina-dinásztiából származott. Nagyanyja Ramanetaka-Rivo (?–1842) madagaszkári hercegnek és marsallnak, valamint Ravao (?–1847) madagaszkári királynénak, I. Radama madagaszkári király harmadik feleségének volt a lánya. Ramanetaka-Rivo herceg I. Radama halála (1828) után Radama egy másik feleségének, Ranavalonának a trónra jutása után, hogy mentse az életét, a Comore-szigetekre menekült, felvette az iszlámot és az Abdul Rahman nevet, majd 1830-tól Mohéli szigetének a szultánja lett.
Ravao királyné pedig miután az első férje, I. Radama elvált tőle, feleségül ment annak rokonához, Ramanetaka-Rivo herceghez, és Radama főfeleségének, I. Ranavalonának a hatalomra kerülése után együtt menekült második férjével Mohélire, ahol őbelőle szultána lett. Majd Ramanetaka-Abdul Rahman halála (1842) után kiskorú lánya, Dzsombe Szudi lett az uralkodó, ő pedig lánya nevében átvette a régensséget, és hozzáment Ratszivandini tábornokhoz, aki az ő társrégense lett, de elvált tőle, és 1846-ban Szaid Abdul Rahman bin Szultan Alavi anjouani herceg felesége lett, viszont már a következő évben (1847) mérgezés következtében Mohéli fővárosában, Fomboniban elhunyt. Lánya, Szalima Masamba anyja, Dzsombe Szudi királynő ekkor 10 éves volt.
Szalima Masamba édesapja Émile Charles Marie Fleuriot de Langle, egy francia kereskedő, bár hivatalosan anyjának zanzibári férje, Szaidi Hamada Makadara herceg, Szaid ománi és zanzibári szultán unokatestvére volt az apja, ezért viselte a bint Szaidi Hamadi Makadara apai nevet. Nagyanyja két bátyjából is szultán lett: Mohamed (ur: 1865–1874) és Abderremane (ur.: 1878–1885).

## Élete
A franciaországi Cléryben született 1907. szeptember 1-jén, amikor anyja még hivatalosan a Mohéli Szultánság uralkodója volt, ezért automatikusan járt neki a királyi hercegi cím, és elsőszülött fiúként az ország trónörököse lett, bár anyja ténylegesen sohasem uralkodott személyesen, régensek és francia rezidensek kormányoztak helyette, és 15 éves korában elhagyta a szigetet, ahova soha többé nem tért vissza. Kétéves, amikor az anyját trónfosztották a franciák, és közvetlen gyarmati uralom kezdődött Mohélin, véglegesen 1912-ben a Comore-szigeteken. Ekkortól ő is elveszítette a trónörökösi státuszát, és már semmi esélye sem maradt, hogy valaha trónra kerülhet.
Elsőszülött lánya, Anne Etter a Comore-szigetek Fejlesztési Társaságának (Association Développement des Iles Comores) elnökeként a királyi ház érdekeit képviseli napjainkban.

## Gyermekei
- Feleségétől, Julia Adrienne Lavier úrnőtől, 2 leány:[4]
  - Anna Ursula (1941– ) mohéli királyi hercegnő (Anne Etter), férje Jean–François Etter, 2 gyermek:
    - János Cirill, nem nősült meg
    - Miriam, férje Vincent Idasiak, 3 fiú:
      - Antal
      - Rémy (Remigius)
      - Miklós

  - Erzsébet (Elisabeth Paule) mohéli királyi hercegnő, férje Jean Claude Biechler, két gyermek:
    - Emmanuelle Biechler, férje Franck Lejunter, 1 fiú:
      - Kevin Lejunter

    - Romain Biechler, nem nősült meg